# Muhammadu Buhari
Muhammadu Buhari (født 17. december 1942, død 13. juli 2025) var en nigeriansk politiker som fra 2015 til 2023 var Nigerias præsident efter at have vundet præsidentvalget i marts 2015, hvor han besejrede den siddende præsident Goodluck Jonathan. Han var tidligere præsident støttet af militæret i perioden 31. december 1983 til 27. august 1985, hvor han blev afsat ved et kup.
Buhari stillede op til det nigerianske præsidentvalg den 19. april 2003, men blev ikke valgt. Hans etniske baggrund var Fulani; familien er fra delstaten Katsina som ligger i det nordlige Nigeria. Han var tilhænger af islam.